# Blogosfera
Blogosfera (o blogsfera) è un neologismo (calco dell'inglese blogosphere o blogsphere) che indica, nell'ambito di internet, l'insieme dei blog.
I blog (o diari in rete) sono fortemente interconnessi: i bloggers (o blogghisti o blogonauti) leggono blog altrui, li linkano (creano dei collegamenti), e li citano nei propri post (messaggi). A causa di ciò i blog fra loro interconnessi hanno sviluppato una propria cultura.
Si può notare una certa assonanza con il termine biosfera.
Il termine inglese blogosphere è stato coniato il 10 settembre 1999 da Brad L. Graham, in quello che era uno scherzo. È stato poi "riscoperto" nel 2001 da William Quick.